# Rudolf Kohler
Rudolf Kohler (* 1. September 1869 in Filke (Willmars) im Landkreis Mellrichstadt; † nach 1934) war ein deutscher Verwaltungsjurist und als Bezirksamtmann Leiter des Bezirksamtes Staffelstein.

## Leben
Nach dem Abitur studierte Rudolf Kohler Rechtswissenschaften an der Friedrich-Alexander-Universität Erlangen-Nürnberg und der Ludwig-Maximilians-Universität München und leistete zwischenzeitlich seinen Militärdienst als Einjährig-Freiwilliger beim 5. Bayerischen Infanterie-Regiment „Großherzog Ernst Ludwig von Hessen“. Seit 1889 gehörte er der Burschenschaft Germania Erlangen an. 1893 machte er die erste juristische Staatsprüfung und leistete den dreijährigen Vorbereitungsdienst (Referendariat), der ihn zum Stadtmagistrat Erlangen, Bezirksamt Erlangen und zum Landgericht Ansbach führte. Am 15. Dezember 1896 legte er das Große juristische Staatsexamen ab und wurde geprüfter Rechtspraktikant beim Bezirksamt Erlangen. Bevor er im Juni 1899 beim Bezirksamt Weißenburg i. B. als juristischer Mitarbeiter Beschäftigung  fand, war er als Akzessist bei der Regierung von Mittelfranken eingesetzt. Mitte September 1900 wurde er Assessor beim Bezirksamt Kronach und zum 1. Dezember 1904 in Würzburg. In dieser Eigenschaft wurde er Sekretär beim Regierungspräsidenten in Unterfranken.1910 wechselte er als Assessor zur Regierung von Oberbayern. Zum 1. Oktober 1912 übernahm er als Bezirksamtmann die Leitung des Bezirksamtes Staffelstein. Er musste Kriegsdienst leisten und kam danach als Regierungsrat zur Regierung der Pfalz und wurde in der Zeit vom 20. März 1920 bis zum 15. März 1921 in der Verwaltungsabteilung der Reichsgetreidestelle in Berlin im Rang eines Oberregierungsrats eingesetzt. Bei der Regierung von Mittelfranken stieg er vom Regierungsrat zum Regierungsdirektor auf und war dort Direktor der Kammer des Innern. In dieser Funktion war er zugleich Stellvertreter des Regierungspräsidenten Julius Ritter von Blaul.
Zum 1. Juni 1934 wurde Kohler in den Ruhestand verabschiedet.